# Stříkoun lapavý
Stříkoun lapavý (Toxotes jaculatrix) je ryba z řádu Carangiformes (historicky řazená do sběrného řádu ostnoploutvých Perciformes) a čeledi stříkounovitých (Toxotidae). Patří do rodu Toxotes, vědecký název zní Toxotes jaculatrix. Rodové jméno pochází z řečtiny a znamená „lukostřelec”. Druh popsal Peter Simon Pallas roku 1767. Stříkoun lapavý měří nejčastěji kolem 20 cm, největší jedinci však mohou být až o 10 cm delší. Ryba má stříbrnou barvu a po stranách těla výrazné znaky. Hřbetní ploutev se nachází blízko zadní strany těla. Jako u jedné z mála ryb se oči vyvinuly tak, aby umožňovaly binokulární vidění. Stříkoun lapavý je znám pro svou schopnost vypuzovat proud vody z tlamy, kterou „sestřeluje” kořist, jako je hmyz, z vegetace nad vodní hladinou. Někteří jedinci jsou schopni zasáhnout kořist i ve 2 až 3 metrech nad vodou a po pádu hmyzu do vody se k němu mohou dostat během 50 milisekund. Hmyz sedící na nízko položených větvích mohou také lovit tak, že po něm vyskočí.
Stříkoun lapavý se vyskytuje ve vnitrozemských i oceánských vodách, nejčastěji v ústí řek a v mangrovníkových bažinách. Obývá především Indo-Pacifik a vody okolo Austrálie. Během života se pohybuje mezi sladkou, slanou a brakickou vodou. O rozmnožování této ryby není známo velké množství informací. Poprvé se stříkouni třou, jakmile dosáhnou délky asi 10 cm, a najednou mohou naklást 20 000 až 150 000 vajíček. Vzhledem k jejich zbarvení se někdy stříkouni lapaví chovají jako akvarijní ryby, avšak péče o ně je složitá, a proto se nehodí do většiny domácích akvárií.
Tento druh je chován přibližně v sedmi desítkách evropských zoo. V Česku se jedná o Zoo Brno, Zoo Ostrava a Zoo Praha a dále Mořský svět Praha a Rybářské muzeum Vodňany. V pražské zoo je stříkoun lapavý od roku 2004 k vidění v pavilonu Indonéská džungle.